# بني بتاو
بني بتاو هي قرية جبلية مغربية غرب المملكة. تنتمي بني بتاو لإقليم خريبكة. تضم هذه الجماعة القروية 5.660 نسمة (إحصاء 2004).